# Стелла Крамріш
Стелла Крамріш (29 травня 1896 — 31 серпня 1993) — американська мистецтвознавиця та кураторка, провідна спеціалістка з індійського мистецтва протягом більшої частини XX століття. Її стипендія залишається еталоном донині. Вона досліджувала та викладала історію індійського мистецтва понад шість десятиліть на трьох континентах. Після написання дисертації про сутність ранньобуддійської скульптури в Індії її запросили викладати в Кала-Бгавані в Шантінікетані (1922–1924). Також вона продовжувала викладати в Калькуттському університеті з 1924 по 1950 рік. У Європі Крамріш працювала в Інституті Курто в Лондоні (1937–1940). З 1950 року вона була професоркою Університету Пенсільванії на кафедрі регіональних досліджень Південної Азії, куди її залучив В. Норман Браун, а також була видатною кураторкою Музею мистецтв Філадельфії.

## Молодість і освіта у Відні
Стелла Крамріш народилася 29 травня 1896 року в Нікольсбурзі, Австрія (нині Мікулов, Чехія). Вона навчалася балету, зростаючи в Австрії. Коли Крамріш було близько 10 років, її батьки переїхали до Відня. Одного разу вона натрапила на переклад Бгаґавад-ґіти: «Я була настільки вражена, що в мене перехопило дух». Вона знайшла те, що хотіла робити у своєму житті.
Стелла вступила до Віденського університету, вчилася на кафедрі мистецтвознавства у професорів Макса Дворжака та Йозефа Стржиговського. Вона зосередилася на індійському мистецтві та культурі. Таким чином вона вивчила санскрит і читала філософію, літературу та антропологію. У 1919 році успішно завершила навчання, отримавши докторський ступінь.

## Професійне життя в Індії
У 1919 році вона поїхала до Лондона в складі університетської делегації, щоб прочитати три лекції в Оксфорді. Рабіндранат Тагор почув її виступ і запросив приїхати до Індії та викладати в університеті Вісва-Бгараті в Сантінікетані в 1922 році. У 1924 році вона була призначена професоркою індійського мистецтва в Калькуттському університеті. У тому ж році вона відкрила печерні храми Бадамі. Вона викладала в Кала-Бгавані до 1950 року.
У 1924 році її перша монографія «Принципи індійського мистецтва» була опублікована німецькою мовою, яка отримала рецензії в різних журналах по всій Європі. У 1920-х роках Крамріш постійно їздила до Відня, щоб читати лекції. Різноманітні статті її колег у Відні з'являються як переклади англійською мовою в журналі Індійського товариства східного мистецтва, який Крамріш редагувала з 1933 року разом з Абаніндранатом Тагором. Її основоположна публікація «Індійська скульптура» (1933) була глибоким аналізом індійської скульптури, концептуалізована за розміром і форматом, щоб функціонувати як справжній посібник.
Після того, як британці залишили Індію в 1947 році, її чоловік Ласло Немені вирішив працювати на новий уряд Пакистану та переїхав до Карачі. У 1950 році його знайшли застреленим на пляжі. Того ж року Крамріш емігрувала до Америки.

## Професійне життя в США
Стелла Крамріш переїхала до Сполучених Штатів у 1950 році на запрошення санскритолога В. Нормана Брауна викладати в новоствореному відділі регіональних досліджень Південної Азії в Університеті Пенсільванії. Вона була професоркою мистецтва Південної Азії до виходу на пенсію в 1969 році. Вона також була помічницею професора індійського мистецтва в Інституті образотворчих мистецтв у Нью-Йорку з 1964 по 1982 рік. Крамріш працювала кураторкою індійського мистецтва в Музеї мистецтв Філадельфії з 1954 по 1979 рік і була почесною кураторкою до своєї смерті.
Під час роботи в Художньому музеї Філадельфії Крамріш розширила свої фонди індійського та гімалайського мистецтва та організувала серію виставок, які принесли значне визнання музею та галузі мистецтва. Одна з таких виставок відкрилася в 1968 році. Під назвою «Невідома Індія: ритуальне мистецтво в племені та селі» було продемонстровано близько 500 релігійних і світських предметів. Після дванадцяти років планування, досліджень і переговорів у 1981 році відкрилася ще одна новаторська виставка «Прояви Шиви». Це була перша велика виставка в цій країні, присвячена дослідженню релігійного божества та різноманітних інтерпретацій його значення. Багато з 197 представлених об’єктів ніколи раніше не залишали Індію.

## Нагороди та відзнаки
Стелла Крамріш отримала всесвітнє визнання за свої численні досягнення, включаючи почесні ступені Університету Вісва-Бгараті (1974) та Університету Пенсільванії (1981). На церемонії, що відбулася в музеї мистецтв Філадельфії в 1979 році, Крамріш була нагороджена Австрійським хрестом пошани за науку і мистецтво, а в 1985 році вона отримала медаль Чарльза Ленга Фріра за свій внесок у «розуміння східної цивілізації, відображеної в їхньому мистецтві». Мабуть, найвиразніша заява про справу всього життя Крамріш була зроблена в 1982 році, коли уряд Індії вручив їй найвищу цивільну відзнаку Падми Бгушан. Також вона отримала нагороду за «стимулювання відновлення інтересу не лише до художньої спадщини Індії, але й до її основних філософій та світогляду».